# 浜松市立北小学校
浜松市立北小学校（はままつしりつ きたしょうがっこう）は、静岡県浜松市中区 (現：中央区) 山下町にあった公立小学校。

## 沿革
- 1922年（大正11年）4月1日 - 「浜松市浜松北尋常小学校」創立[1]。
- 1929年（昭和4年）8月 - 第10回全国少年野球優勝大会で準優勝。東京戸塚球場
- 1931（昭和6年）8月11日 - 第12回全国少年野球優勝大会で準優勝。京都岡崎公園
- 1931（昭和6年）9月26日 - 澄宮殿下台覧全国選抜少年野球大会出場　東京戸塚球場
- 1941年（昭和16年）4月1日 - 「浜松市立北国民学校」と改称、現在地に移転[1]。
- 1947年（昭和22年）4月1日 - 「浜松市立北小学校」と改称[1]。
- 2012年（平成24年）11月17日 - 創立90周年記念式典[1]。
- 2017年（平成29年）3月 - 中部中学校及び元城小学校と統合、閉校。

2018年12月1日 跡地の一部が浜松防災学習センター(はま防～家)になった。

## 関連事項
- 静岡県小学校の廃校一覧